# Giovanna Mezzogiorno

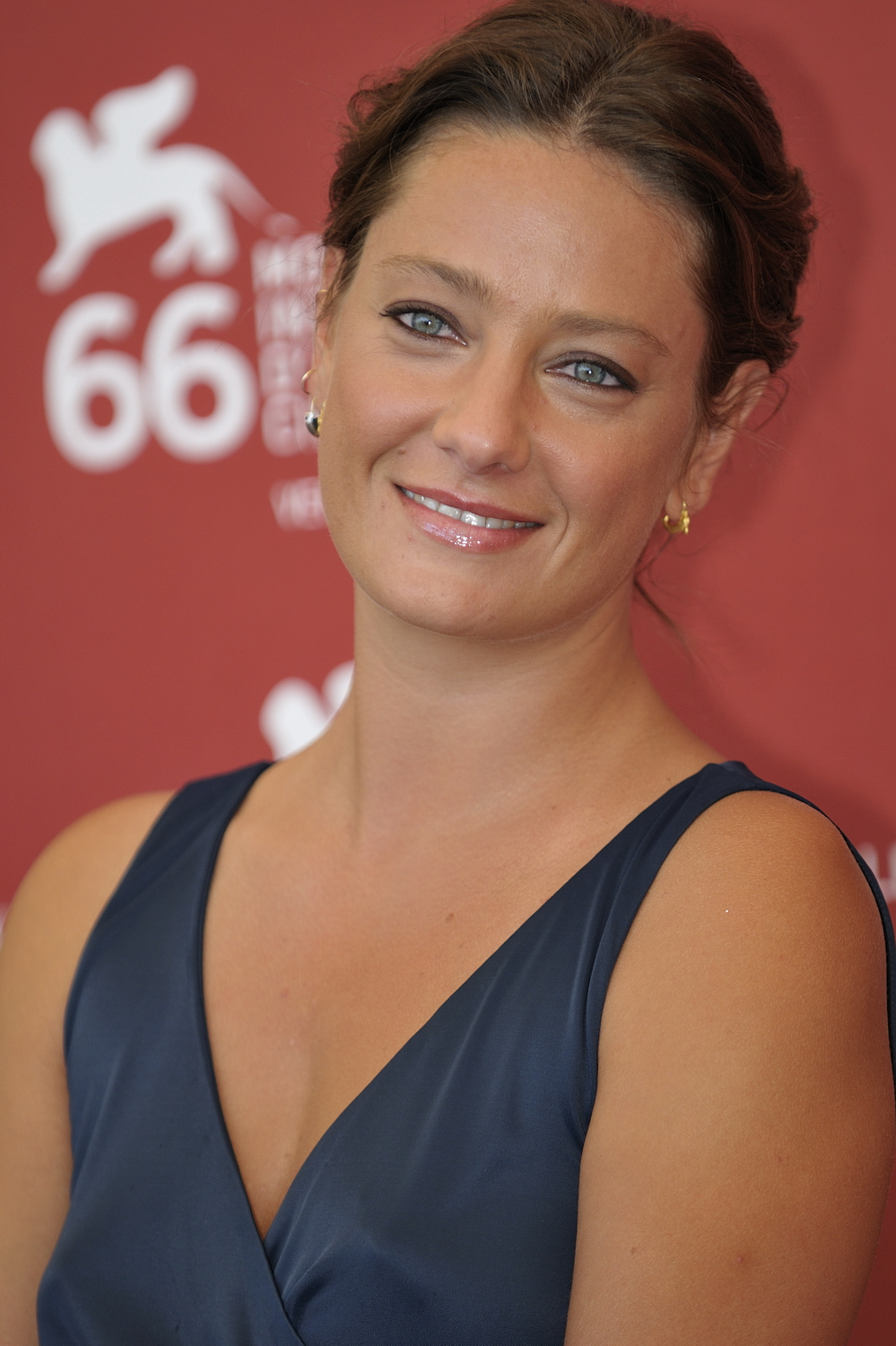
Giovanna Mezzogiorno 2009 bei den 66. Filmfestspielen von Venedig

Giovanna Mezzogiorno (* 9. November 1974 in Rom) ist eine italienische Film- und Theaterschauspielerin.

## Leben
Als Tochter der Schauspieler Vittorio Mezzogiorno und Cecilia Saachi wurde Mezzogiorno mit dem Showbusiness groß. Ihre Schauspielausbildung erhielt sie am Centre International de Créations Théatrales bei Peter Brook, einem der wichtigsten zeitgenössischen Theaterregisseure. Am Anfang ihrer Filmkarriere stand 1997 der preisgekrönte Spielfilm Il viaggio della sposa (The Bride's Journey). Ihr erstes internationales Engagement erhielt Mezzogiorno 2000 für eine Nebenrolle in Les Miserables mit Gérard Depardieu und John Malkovich. Im darauffolgenden Jahr war sie im preisgekrönten Film L'ultimo bacio (Ein letzter Kuss) zu sehen, für den sie für den David di Donatello, den Preis der italienischen Filmakademie, nominiert wurde. In der Literaturverfilmung Die Liebe in den Zeiten der Cholera von 2007 spielte sie neben Javier Bardem die Hauptrolle.
2010 wurde Mezzogiorno in die Wettbewerbsjury der 63. Filmfestspiele von Cannes berufen.
1998 lernte sie den Schauspieler Stefano Accorsi kennen und war anschließend vier Jahre mit ihm liiert. Bei den Dreharbeiten des Films Vincere lernte sie den Filmtechniker Alessio Federico Fugolo kennen. Die beiden heirateten 2009 und wurden 2011 Eltern von Zwillingen. 2022 trennten sich die beiden.

## Auszeichnungen
2003 wurde Mezzogiorno für Das Fenster gegenüber mit dem David di Donatello für die beste Hauptrolle, dem Preis der italienischen Filmkritik für die beste Schauspielerin und dem Preis für die beste weibliche Hauptrolle auf dem International Film Festival in Karlsbad (Tschechien) ausgezeichnet. Mit der Coppa Volpi für die beste Darstellerin erhielt sie 2005 für die Darstellung der Sabina in Cristina Comencinis Film La bestia nel cuore bei den Filmfestspielen von Venedig einen weiteren bedeutenden internationalen Preis.

## Filmografie
- 1997: Il viaggio della sposa
- 1998: Del perduto amore

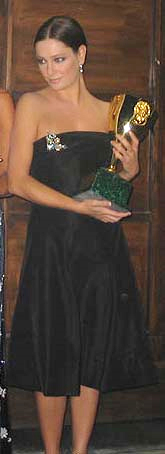
Mezzogiorno 2005 bei den 62. Filmfestspielen von Venedig

- 1998: Ich möchte so sein wie Du (Più leggero non basta, Fernsehfilm)
- 1999: Asini
- 1999: Un uomo perbene
- 2001: Ein letzter Kuss (L’ultimo bacio)
- 2001: Malefemmene
- 2001: Nobel
- 2001: Alles Wissen der Welt (Tutta la conoscenza del mondo)
- 2002: Les Misérables – Gefangene des Schicksals (Les Misérables, Miniserie, vier Folgen)
- 2002: Afrodita, el sabor del amor
- 2003: Tödliche Reportage (Ilaria Alpi, il più crudele dei giorni)
- 2003: Das Fenster gegenüber (La finestra di fronte)
- 2003: Im Visier des Bösen (Entrusted, Fernsehfilm)
- 2004: Il club delle promesse
- 2004: L’amore ritorna
- 2004: State zitti per favore
- 2004: Virginia, la monaca di Monza (Fernsehfilm)
- 2005: La bestia nel cuore
- 2006: AD Project
- 2007: Lezioni di volo
- 2007: Die Liebe in den Zeiten der Cholera (Love in the Time of Cholera)
- 2007: Notturno bus – Nachtbus (Notturno bus)
- 2007: Cycles
- 2008: L’amore non basta
- 2008: Palermo Shooting
- 2008: Sono viva
- 2009: Vincere
- 2009: La prima linea
- 2010: Basilicata Coast to Coast
- 2013: Vino dentro
- 2017: Das Geheimnis von Neapel (Napoli velata)
- 2019: Tornare
- 2019: La compagnia del cigno (Fernsehserie, 1 Folge)
- 2020: Was uns hält (Lacci)